# Бергман, Густав Адольф
Густав Адольф Бергман (нем. Gustav Adolf Bergmann; 1816—1891) — немецкий предприниматель и политик; депутат рейхстага.

## Биография
Родился 6 мая 1816 года в Страсбурге. Окончив протестантскую гимназию, занялся коммерческой деятельностью в области судоходства. С 1841 года он работал в Страсбурге, где быстро приобрёл значительное влияние на экономическую жизнь Эльзаса, прежде всего, основав несколько кредитных и банковских институтов. Для предотвращения кризиса после февральской революции 1848 года, вместе с некоторыми своими друзьями основал банк «Comptoir national» с основным капиталом в ½ мил. франков. По поручению министерства финансов он основал также  «Magasin général». В 1850 году он также принял участие в учреждении первого банково-коммандитного общества в Страсбурге.
В 1877 году по избирательному округу Эльзас-Лотарингия 8 (Страсбург) он был избран от автономистской партии депутатом в рейхстаг, где, вместе с Варнбюлером, основал так называемую свободную хозяйственную комиссию (frei wirtschaftliche Kommission), сначала состоявшую всего из 15 членов. Также по его инициативе был создан Совет по вопросам народного хозяйства. На новых выборах 1878 года он потерпел поражение, но после образовании в Эльзас-Лотарингии наместничества, с 1880 года работал в Государственном совете Эльзас-Лотарингии — был специалистом по транспорту и таможне, а также стимулятором Совнархоза.
Его политико-экономические публикации немногочисленны: «Qu'est-ce que le chemin de fer au point de vue de la voirie, au point de l'Etat et au point du public?» (Страсбург, 1860); «L’état directeur des chemins de fer français» (Страсбург, 1861); «Zur Enquête über ein einheitliches Tarifsystem auf den deutschen Bahnen» (Берлин, 1876); «Die zukünftigen Zollvertrage auf der Grundlage autonomer. Tarife der industriellen Länder des europ. Continents» (Страсбург, 1879).
Умер в Страсбурге 20 мая 1891 года.